# Agapetus ablusus
Agapetus ablusus är en nattsländeart som beskrevs av Arturs Neboiss 1986. Agapetus ablusus ingår i släktet Agapetus och familjen stenhusnattsländor. Inga underarter finns listade i Catalogue of Life.